# Karl Bergmann
Karl Bergmann (ur. 7 czerwca 1907 w Duisburgu, zm. 21 sierpnia 1979 w Essen) – niemiecki polityk, związkowiec i górnik, parlamentarzysta krajowy i europejski.

## Życiorys
W dzieciństwie przeniósł się wraz z rodziną do Essen. Po ukończeniu szkoły pracował w kopalniach jako górnik strzałowy. Był szefem rady pracowniczej i działaczem związku zawodowego VBD, od 1946 etatowy pracownik związku zawodowego IG Bergbau. W 1926 wstąpił do Socjaldemokratycznej Partii Niemiec, kierował Sozialistische Arbeiter-Jugend w Essen (młodzieżową organizacją robotniczą powiązaną z SPD). Po II wojnie światowej odbudowywał struktury partii. Od 1946 zasiadał w radzie miejskiej Essen, a od 1946 do 1950 w landtagu Nadrenii Północnej-Westfalii. W latach 1949–1972 pozostawał deputowanym Bundestagu, pomiędzy 1958 a 1970 był oddelegowany do Parlamentu Europejskiego. Po 1972 kierował kooperatywą spożywczą.

## Odznaczenia
Odznaczony Orderu Zasługi Republiki Federalnej Niemiec: Wielkim Krzyżem Zasługi (1968) i Krzyżem Zasługi z Gwiazdą (1972).